# Fly (Dania)
Fly – miasto w Danii, w regionie Jutlandia Środkowa, w gminie Viborg.